# Nguyễn Trung Nhân
Nguyễn Trung Nhân (sinh 1965) là đại biểu Quốc hội Việt Nam khóa 12, thuộc đoàn đại biểu Cần Thơ.